# 소수주의
소수주의 (少數主義, 영어: minoritarianism, minorityism)는 인구의 소수 집단이 그 기업의 의사결정에서 어느 정도의 우위를 가지고 있는 정치적 구조나 과정에 대한 신조어이다. 소수주의는 입법의 힘이 다수보다는 소수에 의해 보전되거나 통제되는 상태로 다수주의와 대조된다.

## 같이 보기
- 반민주주의 생각
- 언더도그마(underdogma)
- 지배적 소수
- 엘리트주의
- 과두제의 철칙
- 리베룸 베토
- 다수주의 (반의어)
- 소수 영향
- 소수 (철학)
- 소수 권리
- 과두제
- 특권 (사회적 불평등)
- 역차별
- 다수의 횡포
- 통치 계급
- 고객 정치